# Sara Deop Perea
Sara Deop Perea   (Manacor, 26 de juliol de 2002) és una cantant mallorquina d'ascendència colombiana.
La seva mare és colombiana. Ella és neta d'Édgar Perea.
Es va fer coneguda com a concursant de la tercera edició de La Voz Kids.
El 2022, es va presentar al Benidorm Fest amb la cançó «Make You Say», composta per Leroy Sanchez, Kamille i el duo Goldfingers, però no va passar a la final.

## Discografia

### Senzills
- «Bye Bye» (2020)
- «Zero Drama» (2021)
- «Make You Say» (2022)
- «No Te Enamoras» (2022)
- «Noches X Madrid» (2022)